# 고이아스 EC
고이이스 EC(포르투갈어: Goiás Esporte Clube)는 고이아스라고도 알려져 있는 브라질의 축구 클럽으로, 고이아스주의 고이아니아를 연고로 한다. 홈 경기장은 이스타지우 다 세히냐이지만, 수용인원 10,000명의 작은 경기장이기에 중요한 경기시엔 최대 60,000명까지 수용할 수 있는 이스타디우 세하 도라다를 사용한다.
1943년 4월에 창단된 고이아스는 1973년에 처음으로 브라질 세리 A에 승격하였으며, 2005년 브라질 세리 A에서 클럽 사상 최고의 성적인 3위를 내면서, 2006년에 개최된 코파 리베르타도레스에 처음 등장했으며, 고이아스주 선수권에서는 가장 많은 우승 기록을 가지고 있다.
또한 이 팀은 브라질 중서부 지역을 대표하는 최대의 클럽 중 하나로, 지역에선 유일하게 브라질 세리 A에 속해있다. 팀의 주요 라이벌은 비우라 누바 FC로, 고이아스는 두 팀과의 더비 경기시 유리한 입장이다.
2004년, 브라질의 월간 스포츠 매거진 플라카르와 IBOPE에 의해 실시된 여론 조사에 따르면, 고이아스는 브라질 중서부 지역에 최대의 팬 기반을 가지고 있다고 한다.
1997년 고이아스는 브라질 명문팀들의 조직인 클루베 두스 13에 가입하였다. 과거 유명 선수로는 그라피치, 조주에 등이 있다.

## 선수 명단

### 현역
참고: FIFA 자격 규정에 따라 소속된 국가대표팀 국기를 표시합니다. 선수는 복수의 FIFA 비회원국 국적을 가지고 있을 수 있습니다.
| 번호 | 포지션 | 국적     | 이름              |
| ---- | ------ | -------- | ----------------- |
| 9    | FW     | 콜롬비아 | 앙헬로 로드리게스 |
| 27   | FW     | 콜롬비아 | 존 바스케스       |

| 번호 | 포지션 | 국적 | 이름 |
| ---- | ------ | ---- | ---- |

## 역대 감독
| 감독                   | 임기        |
| ---------------------- | ----------- |
| 루이스 펠리피 스콜라리 | 1988        |
| 아르투르 베르나르지스  | 1992        |
| 네우시뉴 바프치스타    | 2002 ~ 2003 |
| 조르지뉴               | 2010        |